# Щипковиці
Щипковиці (пол. Szczypkowice, нім. Zipkow) — село в Польщі, у гміні Ґлувчиці Слупського повіту Поморського воєводства.
Населення — 443 особи (2011).
У 1975-1998 роках село належало до Слупського воєводства.

## Демографія
Демографічна структура станом на 31 березня 2011 року:
|          | Загалом | Допрацездатний вік | Працездатний вік | Постпрацездатний вік |
| -------- | ------- | ------------------ | ---------------- | -------------------- |
| Чоловіки | 212     | 45                 | 156              | 11                   |
| Жінки    | 231     | 59                 | 140              | 32                   |
| Разом    | 443     | 104                | 296              | 43                   |